# Herbertia
Genre
Classification phylogénétique
Herbertia est un genre de plantes de la famille des Iridaceae originaire d'Amérique.
Ce sont des plantes herbacées, vivaces et bulbeuses.
Herbertia se compose de 8 espèces, l'une d'elles est endémique au Texas aux États-Unis, et les autres sont réparties dans les régions tempérées d'Amérique du Sud (Chili, Argentine, Paraguay, Uruguay et Brésil). 
Le genre est étroitement lié aux genres Alophia, Cypella et Tigridia.
Le nom du genre est dédié à William Herbert (1778-1847), botaniste britannique de premier plan et spécialiste des plantes à bulbe. 

## Liste d'espèces
Selon World Checklist of Selected Plant Families (WCSP) (30 janv. 2011) :
- Herbertia amatorum C.H.Wright (1907)
- Herbertia darwinii Roitman & J.A.Castillo (2008)
- Herbertia furcata (Klatt) Ravenna (2006)
- Herbertia hauthalii (Kuntze) K.Schum. (1900)
- Herbertia lahue (Molina) Goldblatt (1977 publ. 1978)
- Herbertia pulchella Sweet (1827)
- Herbertia quareimana Ravenna (1989)
- Herbertia tigridioides (Hicken) Goldblatt (1977 publ. 1978)